# Bombe (Akwaya)
Pour les articles homonymes, voir Bombe.
Bombe est une localité du Cameroun située dans le département du Manyu et la Région du Sud-Ouest, à proximité de la frontière avec le Nigeria. Elle fait partie de la commune d'Akwaya et du canton de Takamanda.

## Population
La localité comptait 265 habitants en 1953, puis 324 en 1967, des Messaga Ekol.
Lors du recensement de 2005, on y a dénombré 2 187 personnes.